# Le Son qui bam bam
Singles de Keen'v
A l'horizontale
(2008) J'aimerais trop
(2011)
Le Son qui bam bam est une chanson du chanteur Keen'v sortie en 2008. Le titre est disponible sur la réédition de l'album Phenom'N et sur l'album Carpe diem.

## Classements hebdomadaires
| Classement (2009) | Meilleure position |
| ----------------- | ------------------ |
| France (SNEP)     | 19                 |

## Origine
Le Son qui bam bam est une reprise du titre La Sampa de Richard Gotainer.